# Leopoldów (Łódź)
Pour les articles homonymes, voir Leopoldów.
Leopoldów est une localité polonaise de la gmina et du powiat de Rawa Mazowiecka en voïvodie de Łódź.